# Otto Fritz Meyerhof
Otto Fritz Meyerhof (Hannover, Alemanya, 1884 - Filadèlfia, EUA, 1951) fou un fisiòleg i professor universitari alemany guardonat amb el Premi Nobel de Medicina o Fisiologia l'any 1922.

## Biografia
Va néixer el 12 d'abril de 1884 a la ciutat alemanya de Hannover en una família d'arrels jueves. Va estudiar medicina a les universitats de Friburg de Brisgòvia i Estrasburg i Heidelberg, on es graduà l'any 1909.
El 1912 va entrar a treballar a l'institut de Fisiologia i Biologia de Kiel, d'on fou nomenat professor el 1918, i posteriorment va esdevenir director de l'institut de Fisiologia i Biologia Wilhelm Kaiser de Berlín.
L'ascens del partit nazi va obligar-lo a emigrar a París, i posteriorment als Estats Units, d'on va esdevenir professor de fisiologia a la Universitat de Filadèlfia. Va morir en aquesta ciutat de l'estat nord-americà de Pennsilvània el 6 d'octubre de 1951 a conseqüència d'un infart de miocardi.

## Recerca científica
Els seus treballs es van orientar preferentment en els processos químics que es verifiquen en la combustió de la glucosa present a l'organisme i en l'alliberament d'energia que es desprèn en tota contracció muscular. Meyerhof va comprovar que si la contracció muscular es produeix en presència d'oxigen la glucosa es transforma en àcid làctic i aquest, per la presència de l'oxigen en diòxid de carboni i aigua.
L'any 1922 fou guardonat, juntament amb els treballs paral·lels d'Archibald Vivian Hill, amb el Premi Nobel de Medicina o Fisiologia pels seus estudis sobre els músculs, especialment per la generació de calor i la relació entre el consum d'oxigen i la seva transformació en àcid làctic. També fou guardonat pel seu estudi de la glicòlisi.